# Blas Romero
Blas Agustin Romero Bernal (ur. 2 lutego 1966 w San Lorenzo) – paragwajski piłkarz grający na pozycji pomocnika. W 1991 roku był w kadrze na Copa America 1991, ale nie zagrał tam ani minuty.